# Nizi
Nizi (fl. XXIV secolo a.C.) è stato un re (Lugal), probabilmente l'ottavo, della seconda dinastia della città di Mari, importante snodo commerciale fra la Mesopotamia e l'Asia minore.
Nizi (regnò intorno al 2350 a.C.), probabilmente per soli tre anni, il suo nome si ritrova in un elenco di tributi versati dalla città di Ebla (TM.75.G.1953), come immediato successore di Iblul-Il e predecessore di Enna-Dagan. In questo documento Nizi risulta ricevere lo stesso ammontare di tributi in argento di Enna-Dagan, ma una quantità d'oro maggiore, dato che conferma la sua importanza come re di Mari; egli non viene citato nella nota lettera di Enna-Dagan probabilmente perché non compì operazioni militari degne di nota. La morte di Nizi è documentata nella tavoletta TM.75.G.1299, nella quale è anche citato, fra i portatori di tributi, il visir di Ebla, Arrukum, che svolse questa funzione durante il regno di Irkab-damu e la cui famiglia acquisterà sempre più prestigio nel regno Ebla, guidandone la riscossa contro Mari. Nizi regnò per almeno tre anni perché in un documento si elencano i beni ricevuti a Mari durante il terzo anno del suo regno. In alcuni documenti redatti durante il regno di Nizi sono citati i suoi successori Enna-Dagan e Hidar, come principi incaricati alla riscossione di tributi. Durante il regno di Nizi, Hidar era circa ventenne e sarà circa sessantenne nell'anno della distruzione di Ebla. In questo periodo inizia il lento declino del regno della seconda dinastia di Mari.